# Cogent Communications
Cogent Communications es un proveedor de servicio de internet multinacional basado en los Estados Unidos. Los servicios principales de Cogent son acceso de Internet y transporte de datos, ofrecidos en una red solo IP, de fibra óptica, junto con colocación en centros de datos.
El sistema autónomo de Cogent (AS174) tiene uno de los mayores grados de conectividad en el Internet.

## Historia de adquisiciones
Cogent fue fundada en 1999 en la cumbre del crecimiento de la industria. En tres años, Cogent adquirió otras 13 empresas de telecomunicaciones que estaban en problemas, adquiriendo $14 mil millones en capitales por solo $60 millones, incluyendo elementos de propiedad, planta y equipamiento valorados en $4 mil millones.
- Septiembre de 2001 - Adquiere los activos de NetRail[4]
- Febrero de 2002 - Adquiere Allied Riser[6][7]
- Abril de 2002 - Adquiere Acuerdos de Acceso de edificios de OnSite Access
- Abril de 2002 - Adquiere los principales activos en EE. UU. de PSINet[8]
- Septiembre de 2002 - Adquiere los activos principales de FiberCity Networks
- Febrero de 2003 - Adquiere FiberCity Networks[9]
- Mayo de 2003 - Adquiere los activos de Applied Theory
- Enero de 2004 - Adquiere LambdaNet en España & Francia[10]
- March de 2004 - Adquiere los activos de la red de Fibra y equipamiento de Carrier1 en Alemania[11]
- Septiembre de 2004 - Adquiere Global Access.[12]
- Octubre de 2004 - Adquiere Alerón Broadband[13]
- Diciembre de 2004 - Adquiere el negocio de acceso dedicado en EE. UU. de NTT/Verio[14]

## Peering
Cogent ha sido polémico en el mercado de los ISP por el bajo precio del ancho de banda y sus disputas públicas sobre peering con AOL (2003), France Telecom (2006), Level 3 Communications (2005), TeliaSonera (marzo de 2008) y Sprint Nextel (octubre de 2008).
El 14 de marzo de 2008, después de que Cogent dejara de encaminar paquetes del proveedor europeo Telia (AS 1299), sus dos redes perdieron conectividad mutua. La conexión fue restablecida el 28 de marzo del 2008 con puntos de interconexión tanto en Estados Unidos como en Europa.
El 6 de junio de 2011, Cogent detuvo automáticamente el peering con la red del Departamento de Ciencias de la Energía (ESnet) causando una disrupción de 3 días.
Cogent todavía tiene que acordar peering con uno de los más grandes proveedores de conectividad IPv6, Hurricane Electric. A marzo de 2016, la conectividad directa entre las dos redes es imposible. Cogent y Google también dejaron de hacer peering IPv6 en 2016. Se rumorea que esto está estrechamente ligado a que Cogent estuviera levantando tráfico IPv4 de Google a través de un cliente pagado o para mantener SFI con otra red.
En febrero de 2017, Cogent bloqueó muchos sitios de piratería y streaming que incluyen a The Pirate Bay. Esto era involuntario debido a una orden judicial española mal emitida.